# بنیاد الگن

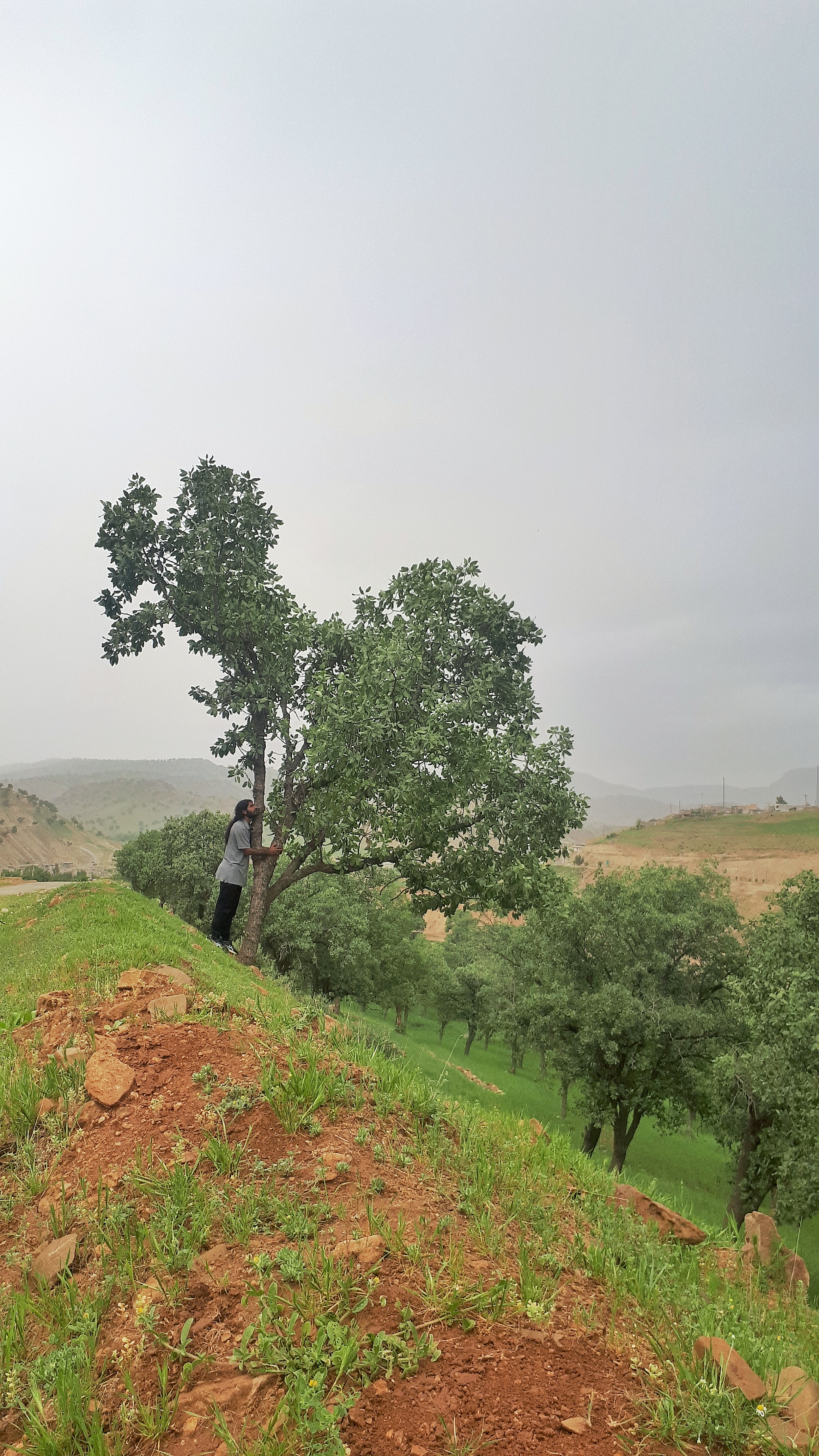
درخت بلوطی در الگن

بنیاد الگن بنیادی مردمی با فعالیت در زمینه محیط‌زیست است که توسط سعید انصاریان بنا نهاده شد. احیای جنگل‌های بلوط منطقه یکی از برنامه‌های بنیاد الگن است. بنیاد الگن از سال ۱۳۹۸ موفق شد ۱۰۰۰ هکتار از زمین‌های روستای الگن را قرق کند و آنجا را از چرای بی‌رویهٔ دام در امان نگاه دارد.

## موقعیت
اَلگِن روستای در زاگرس است که از جنوب به دهدشت و از شمال به دیشموک راه دارد.

## تاریخچه
انصاریان تصمیم گرفت ایده‌اش را در قالب یک بنیاد غیردولتی اجرا کند و با همفکری و همیاری محمد درویش فعال محیط زیست با انتشار تصاویر و کلیپ‌های صوتی و تصویری آغاز به کار این بنیاد را اعلان کردند و با استقبال مردم و فعالان محیط زیست در ایران مواجه شدند. انصاریان برای مجاب کردن مردم محلی جهت اجرای این طرح توسعه گردشگری منطقه را پیش گرفت. اقدامات گوناگونی شامل بازسازی روستای الگن، کانال‌کشی، ترمیم بناها، آموزش روستایی‌ها و جذب گردشگر ایمن در همین راستا انجام شدند.

## فعالیت‌ها
بعد از بازدید یکی از زاگرس‌شناسان ایران در اردیبهشت ۱۴۰۳ از این منطقه گفته شد که ۴ هزار جوانه جدید بلوط، بنه (پسته وحشی) و انجیر وحشی در هر هکتار دیده شده، گونه‌هایی مثل گربه وحشی و پلنگ به منطقه بازگشته‌اند و در واقع احیای رویش زاگرس در حال انجام است.
این بنیاد علاوه بر کاشت و حفاظت از بلوط، آموزش کودکان روستایی و ترمیم بناهای بومی برای شکل‌گیری چرخهٔ اقتصادی و گردشگری روستا می‌پردازد. در الگِن پایگاهی به نام سرای امید برای پرورش نیروهای حرفه‌ای داوطلب حفاظت از زاگرس ایجاد شده است.

### سرپرستی درخت
در بنیاد بخش به‌نام سرپرستی درخت وجود دارد. به این صورت افراد می‌توانید مسئول یکی از درخت‌های منطقه شوند. کسی که سرپرستی نهالی را در الگن می‌پذیرد مسئول معنوی آن درخت خواهد بود.

### پروژه ریشه در باد
بنیاد الگن با جمع‌آوری کمک‌های مردمی، ریشه بلوط‌های از خاک بیرون‌زده را با دورچین کردن سنگ محصور می‌کند تا «مانع افتادن آنها و فرسایش خاک» شود.

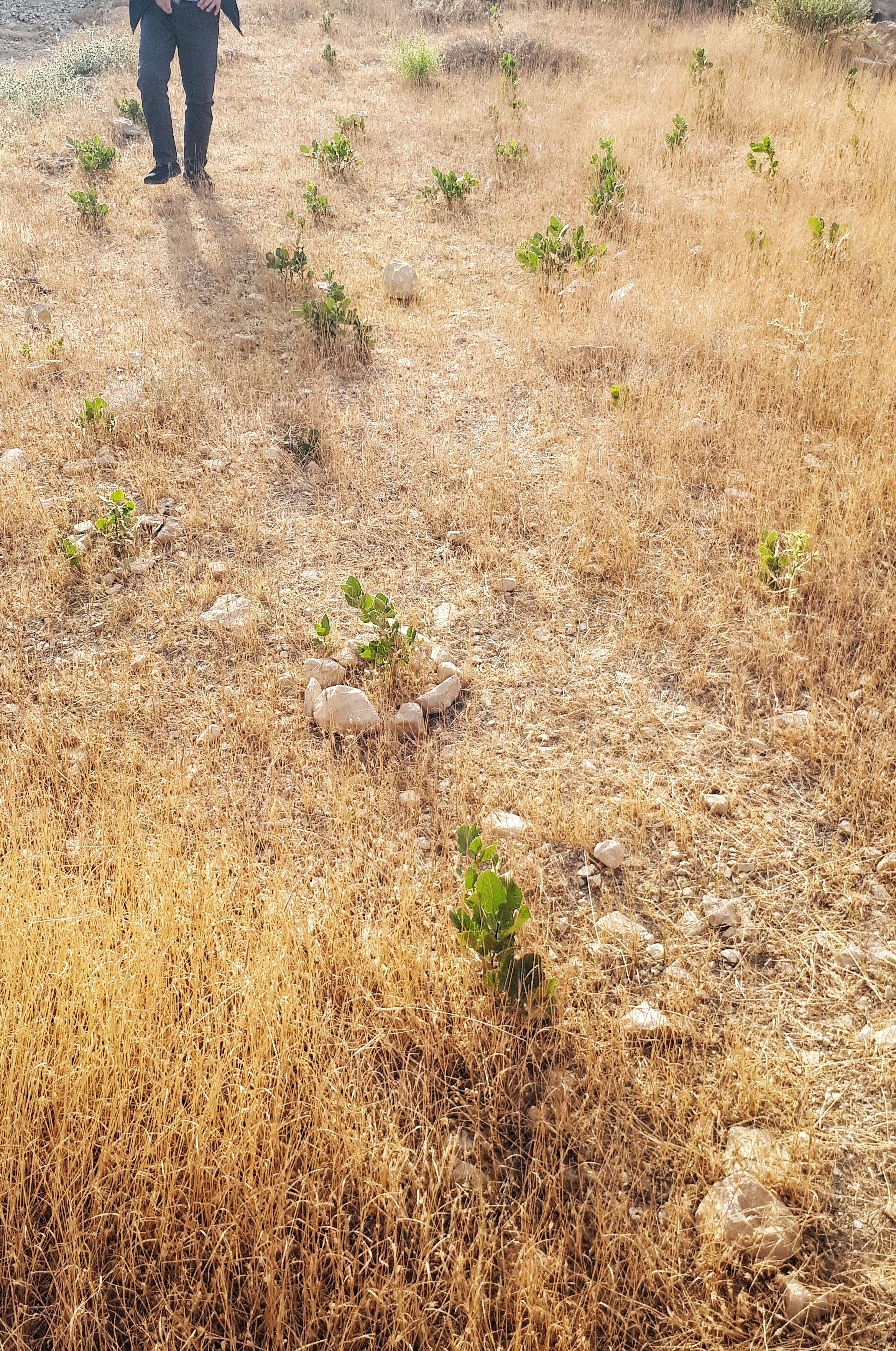
رویش بلوط
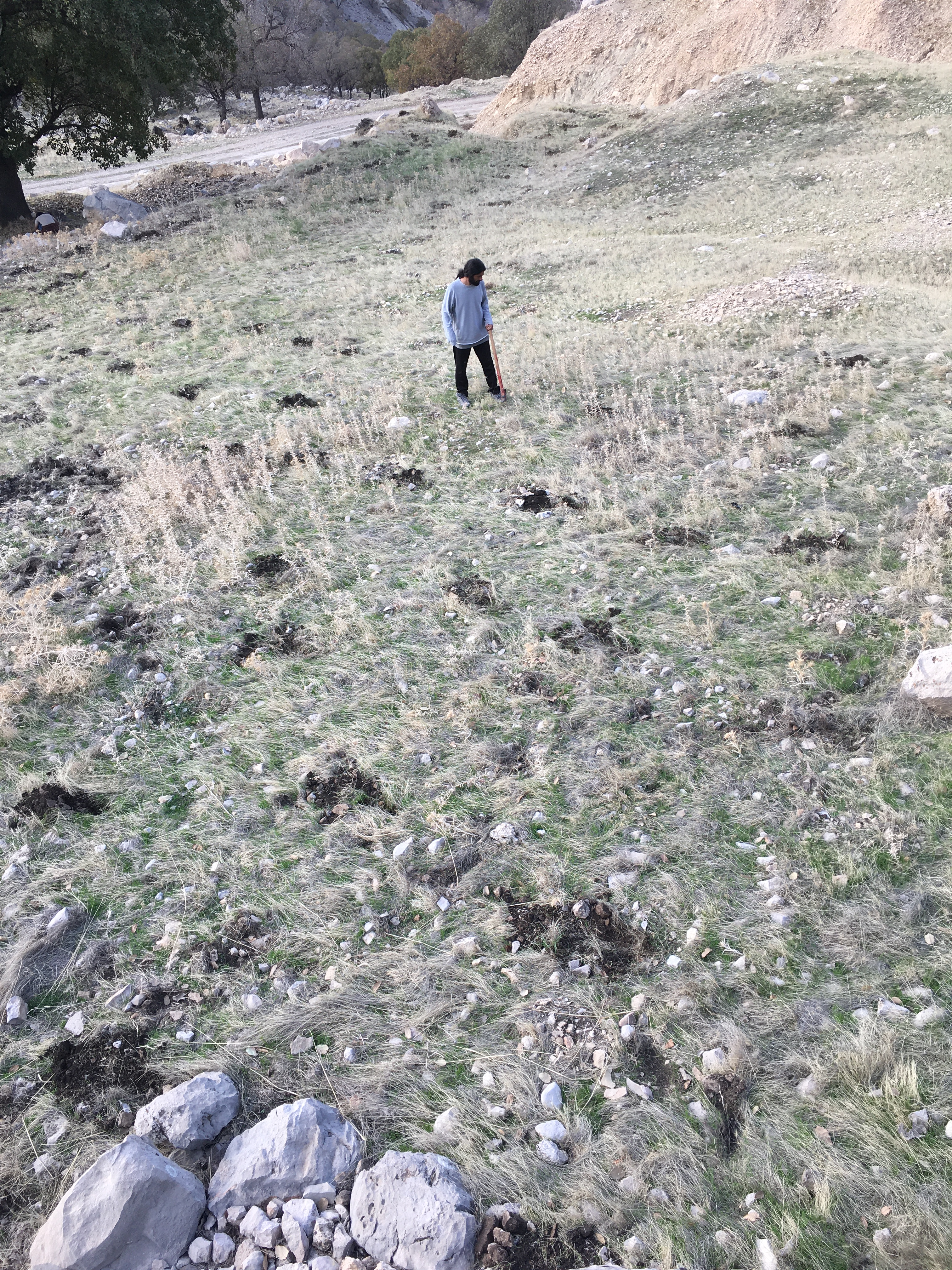
جوانه‌های درخت بلوط
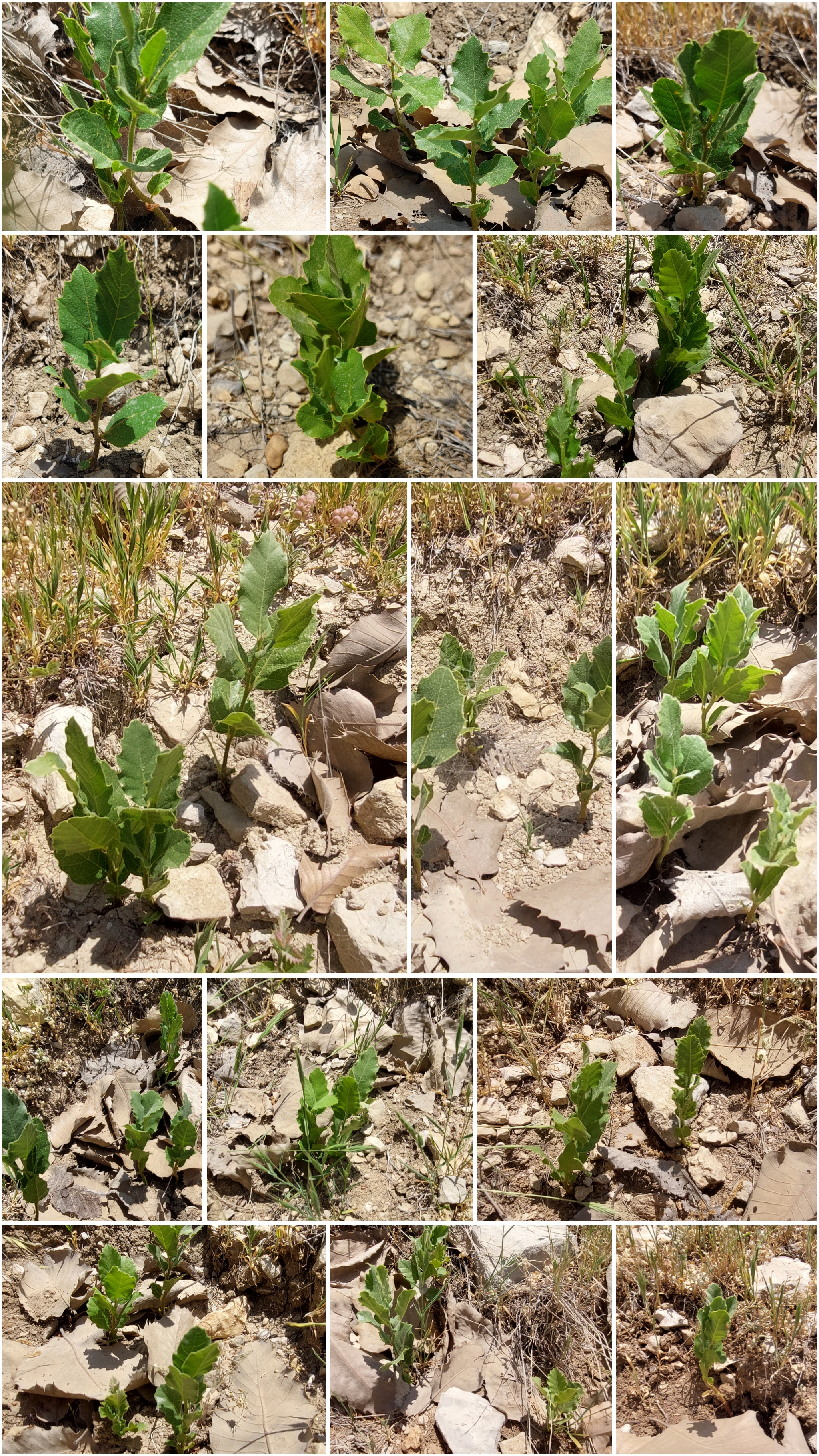
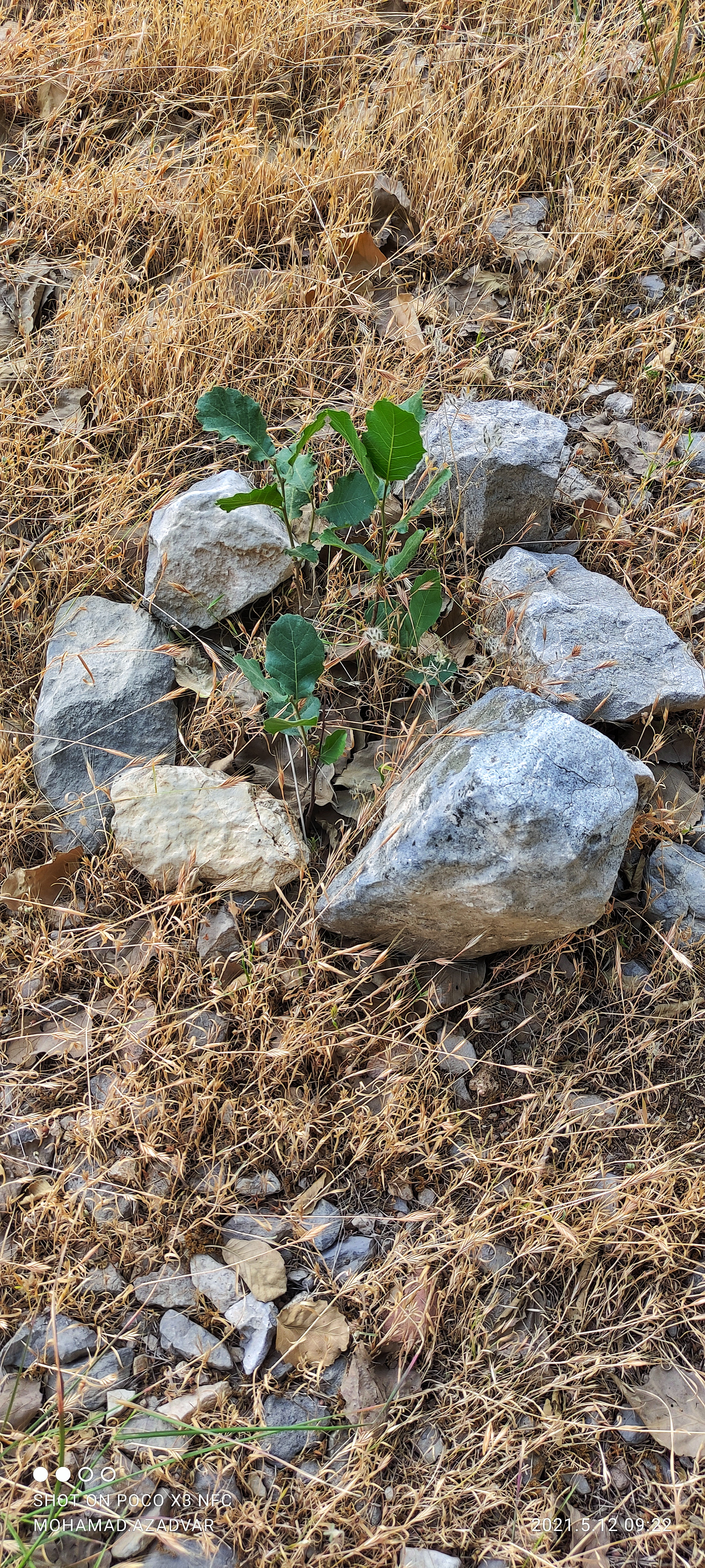
سنگ‌چینی و محافظت
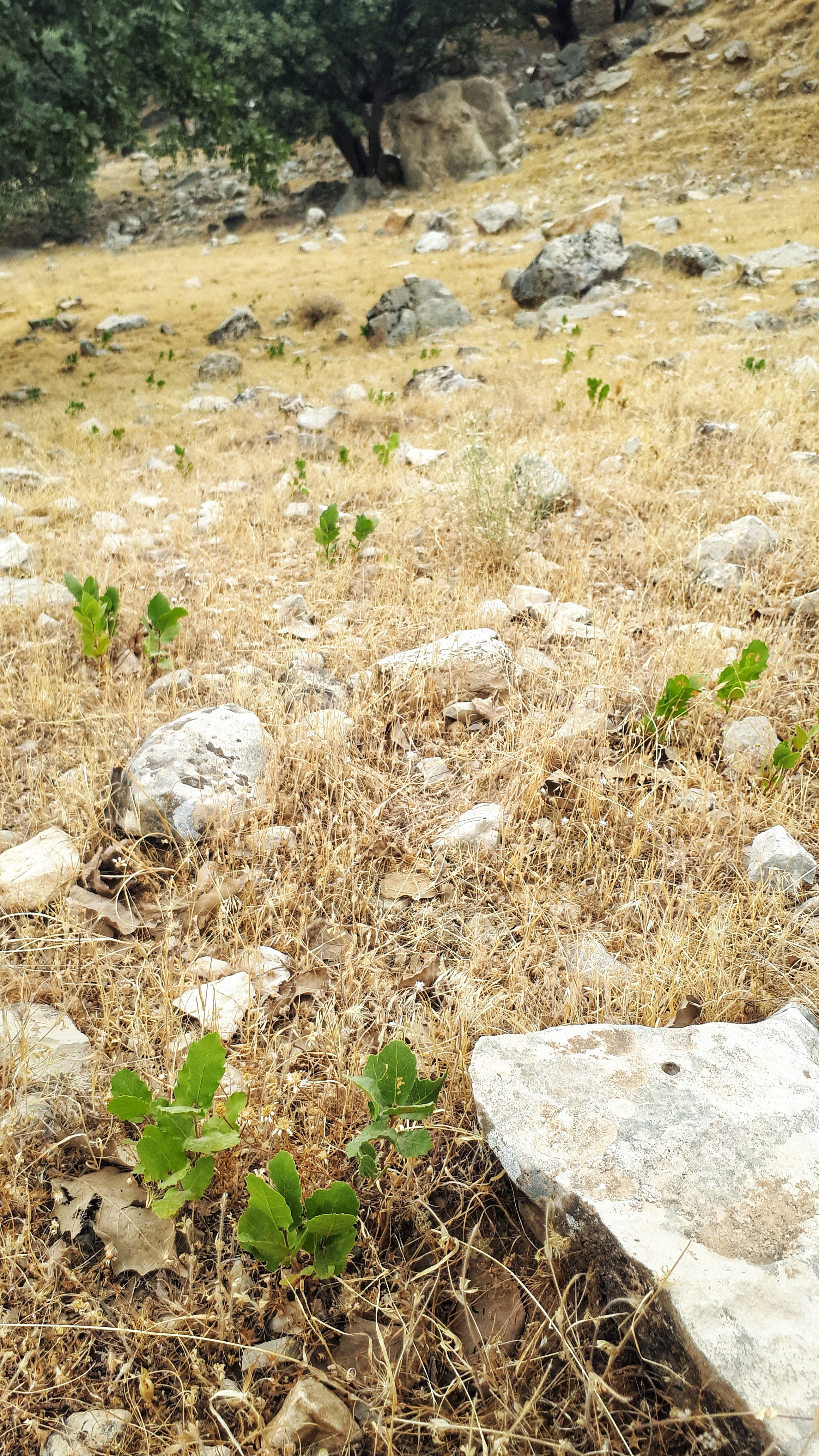
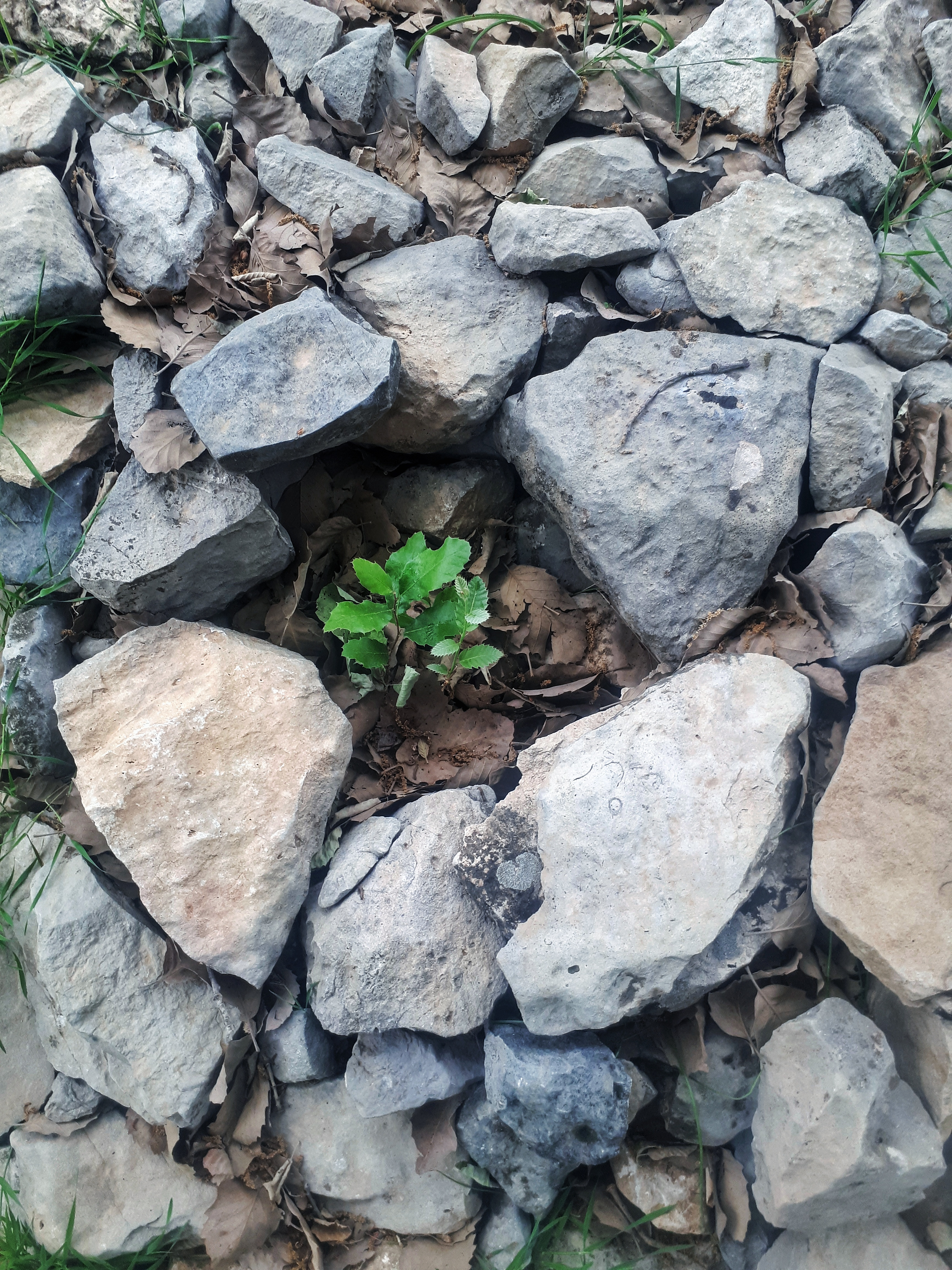

## واکنش‌ها
محمد درویش، فعال محیط‌زیست روزنامه «فرهیختگان» نوشت: «آنها به این ترتیب می‌خواهند در طول ۲۰ سال آینده، بیش از دومیلیون نهال بلوط، ارژن، زالزالک، بنه و دیگر گونه‌های بومی را بکارند، درکنارش بافت کهن منطقه را ترمیم و بازسازی کرده و کهن‌سازه‌های الگن را ثبت ملی کنند و بدین‌ترتیب، هم طبیعت را تاب‌آور ساخته و هم با تبدیل الگن به یک الگوی موفق در حوزه میراث طبیعی، فرهنگی و تاریخی، پول پایدار و معیشت قابل اعتماد ایجاد کنند.»
کاشت درخت به نام شفیعی کدکنی
ثبت یک درخت به نام شفیعی کدکنی در ارتفاعات کوه‌های زاگرس، توسط بنیاد الگن، با واکنش او مواجه شده که شعری سروده است: «درختی که با نام من کاشتید/ سر، از فخر، بر عرشم افراشتید/ زپندار نیک شما بود، آنک/ سزاوار نیکیم پنداشتید/ یکی شعر سبزی که تا جاودان/، بماناد، زان خامه بنگاشتید/ درخت است آرایش شعر من/ به خویشم دگرباره برگاشتید/ منم عاشقُ ستم بدین خویُ باغ و جوبار و گل/ در انگاشتید/ ازین شیوه برداشت کردم که عمر/ چو مرد خرد پیشه بگذاشتید/ وطن را زکردار نیک شما/ سزد فخر کین مردمی داشتید/ بماناد و در سایه اش عاشقان/ که خاکش هم از مهر انباشتید/ ز گفتار و کردار و پندار نیک/ درفشی، درفشان، برافراشتید»
به یاد قربانیان پرواز شماره ۷۵۲ هواپیمایی بین‌المللی اوکراین
این بنیاد به یاد قربانیان این پرواز ۱۷۶ درخت بلوط در منطقه الگن در شهرستان کهگیلویه کاشت.

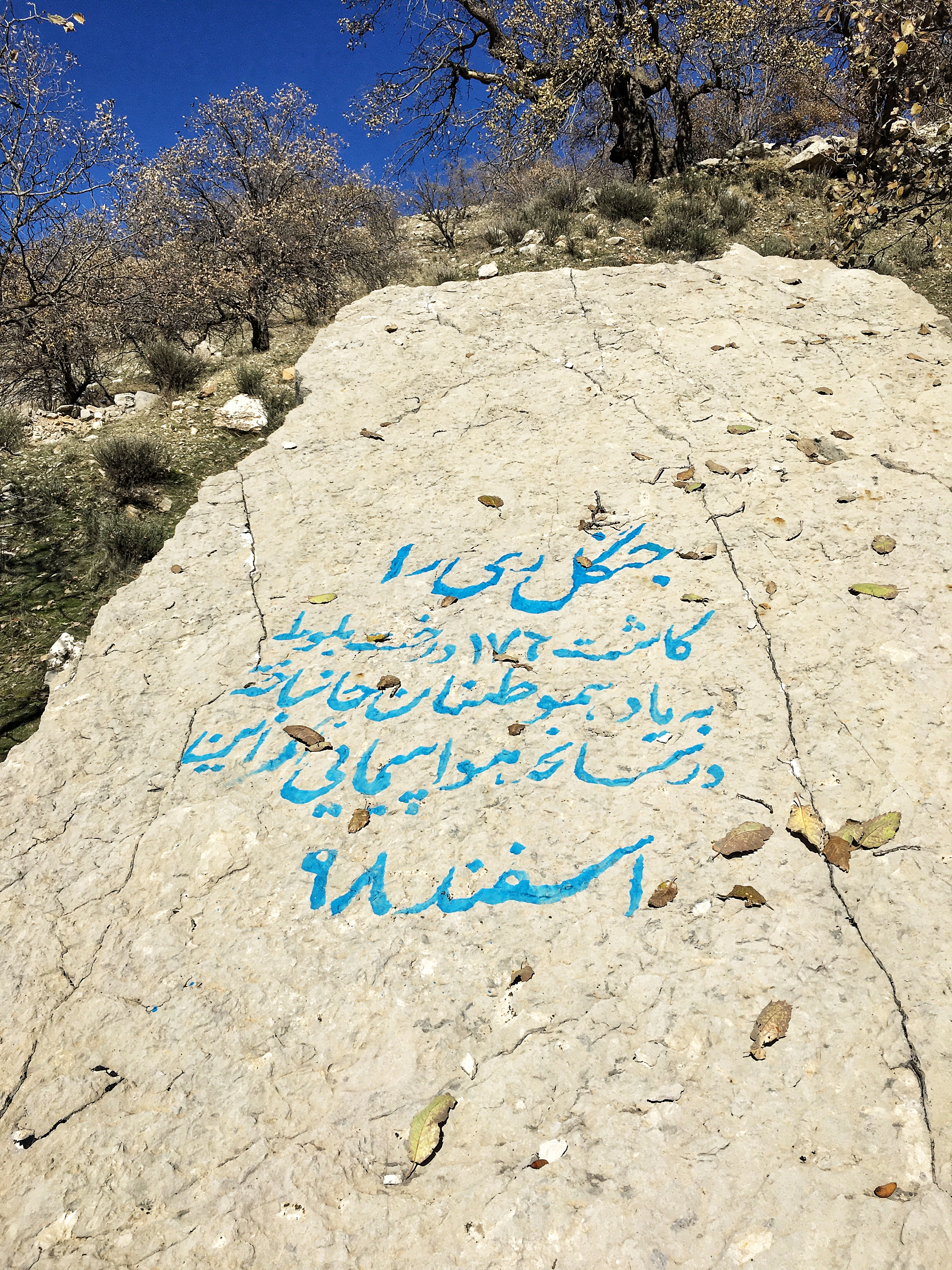
به یاد قربانیان پرواز شماره ۷۵۲ هواپیمایی بین‌المللی اوکراین
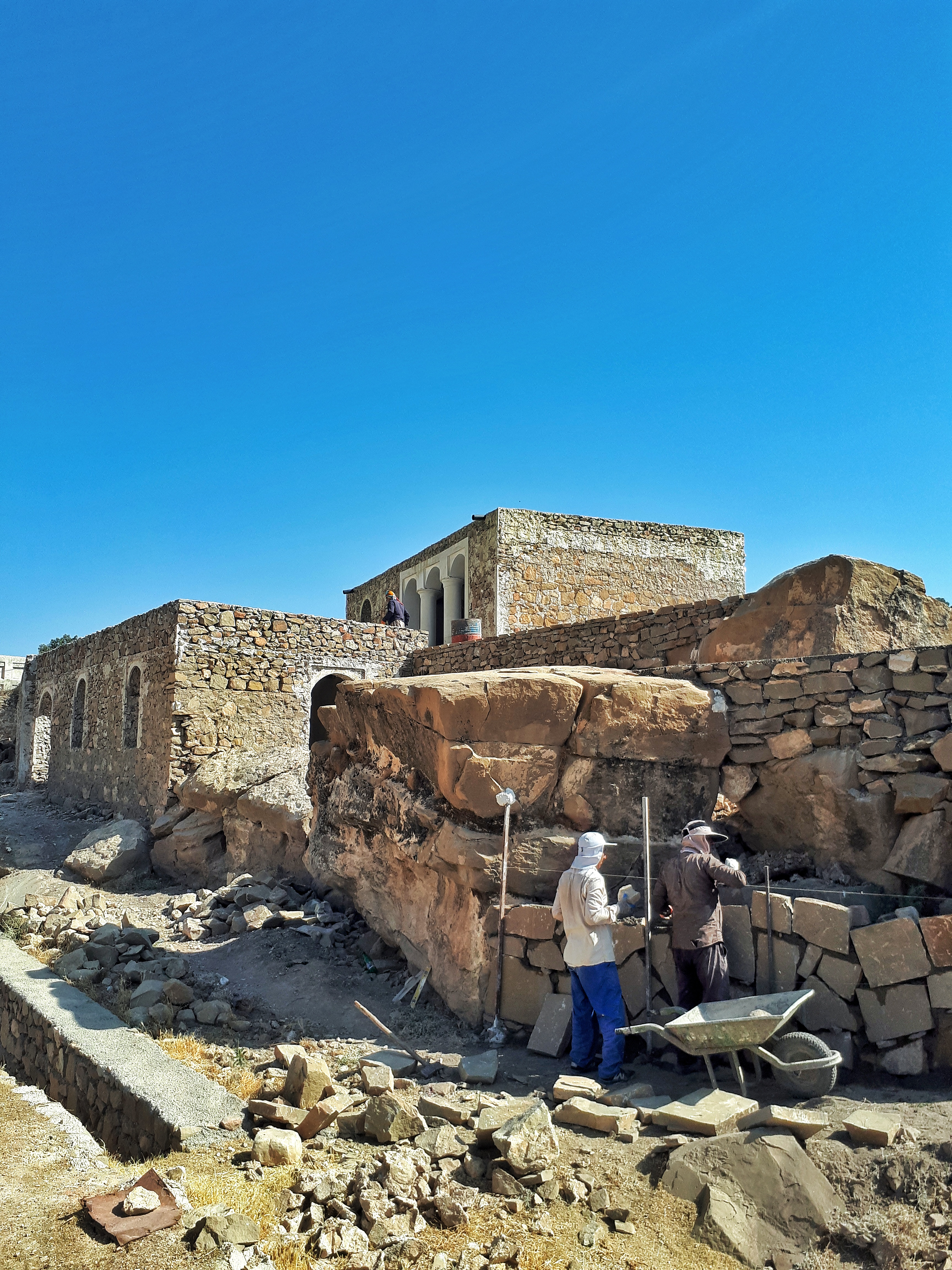
ترمیم بناهای بومی
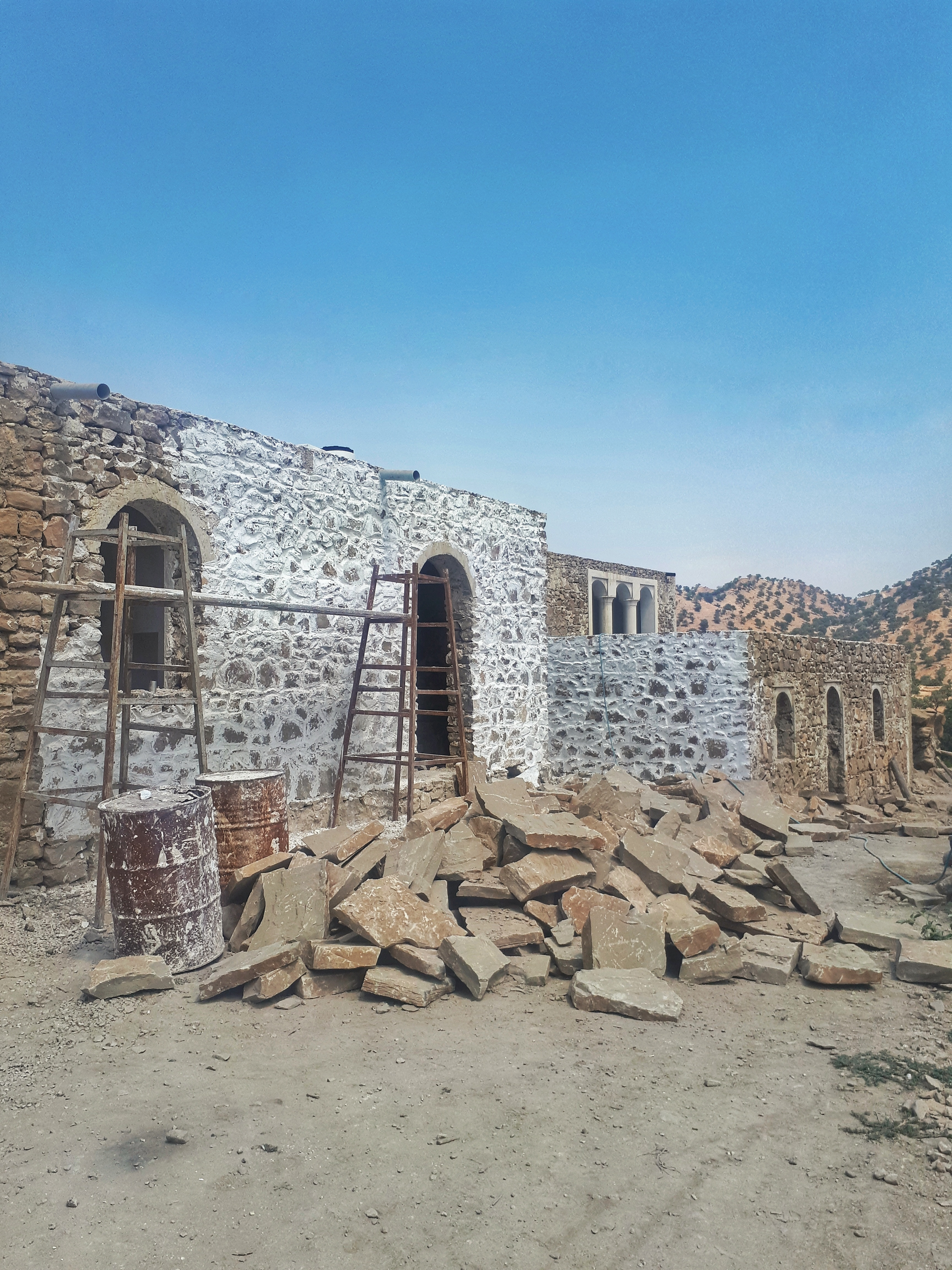
ترمیم بناهای بومی
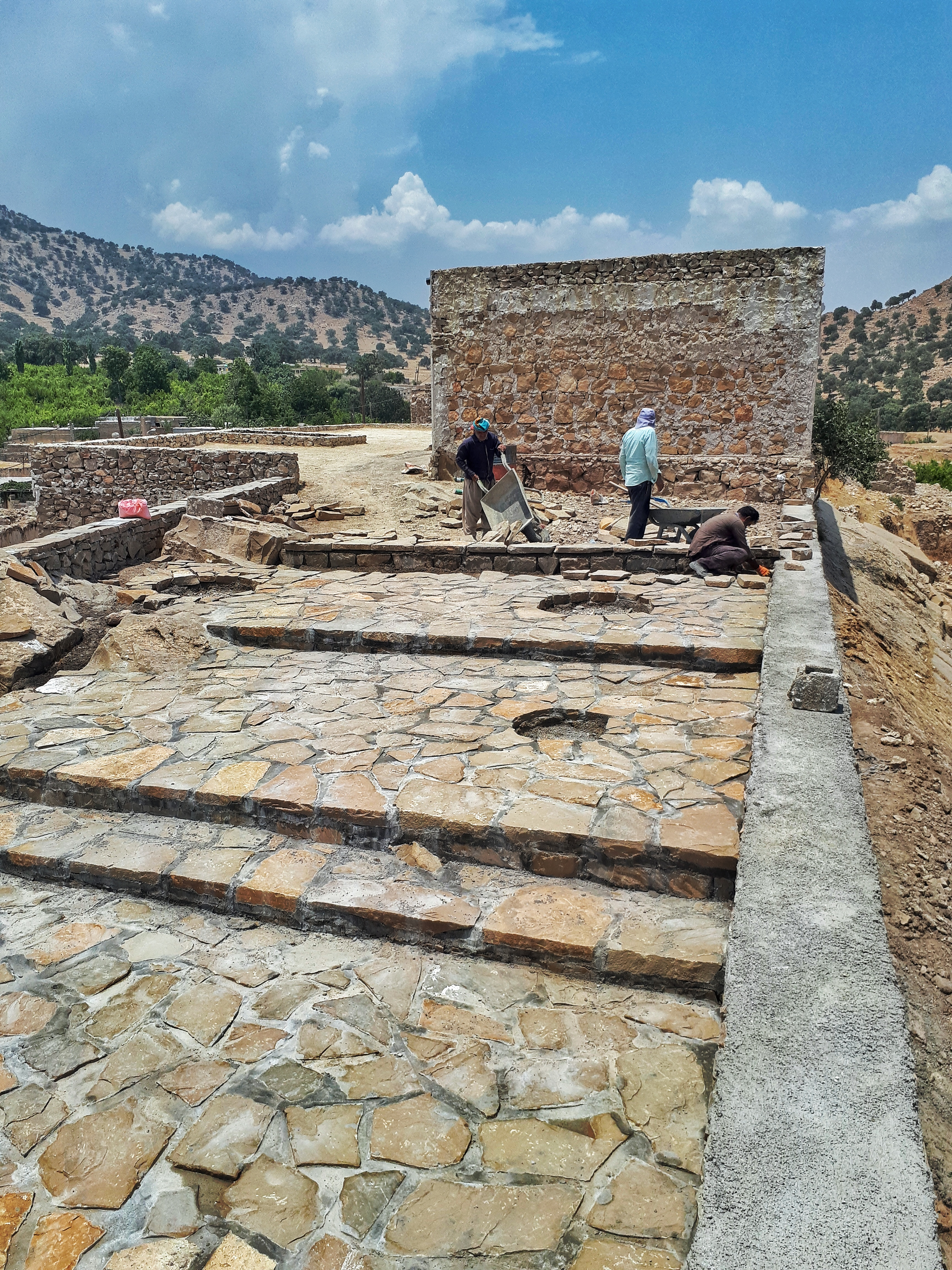
ترمیم بناهای بومی
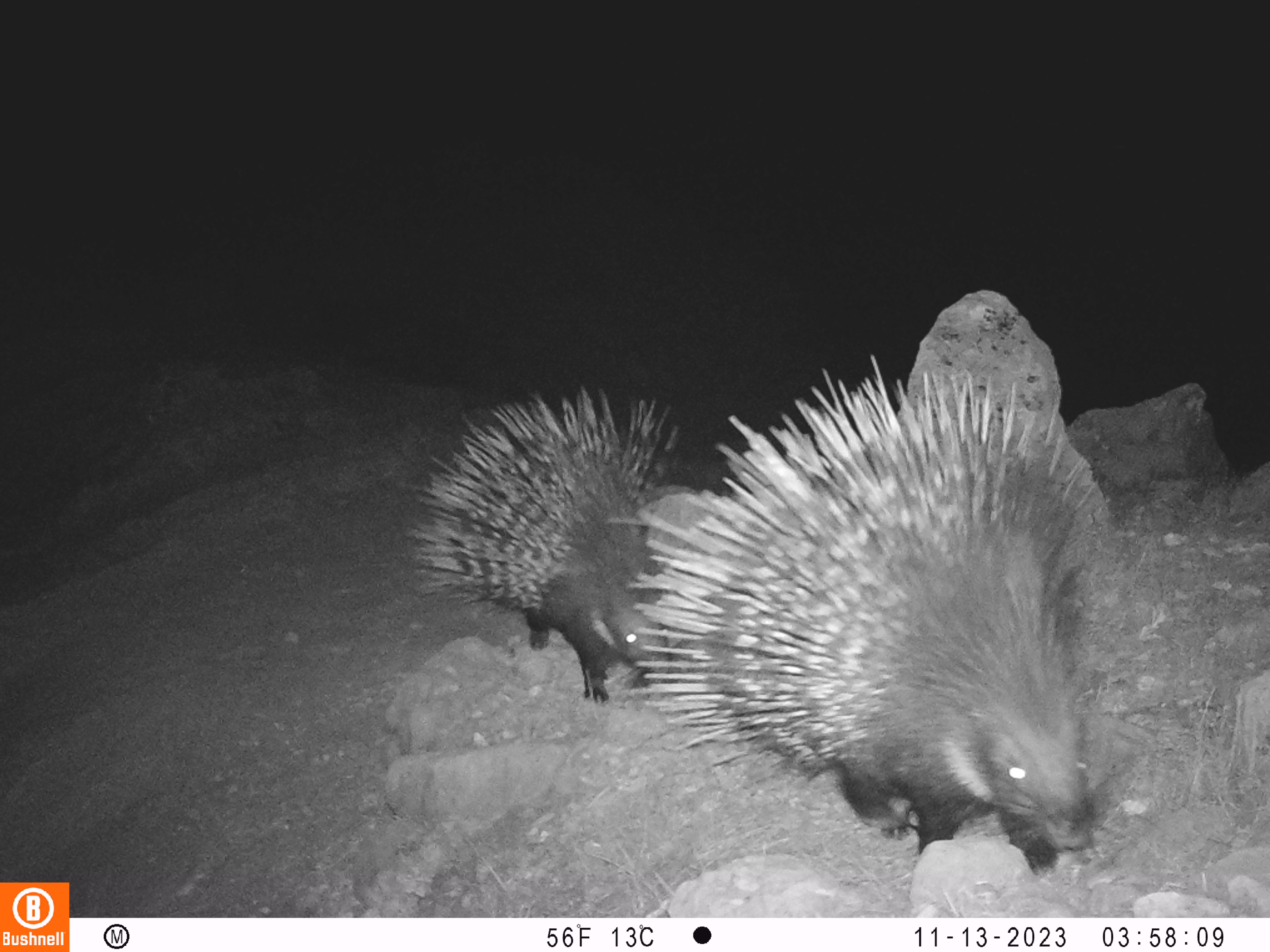
بازگشت حیوانات وحشی
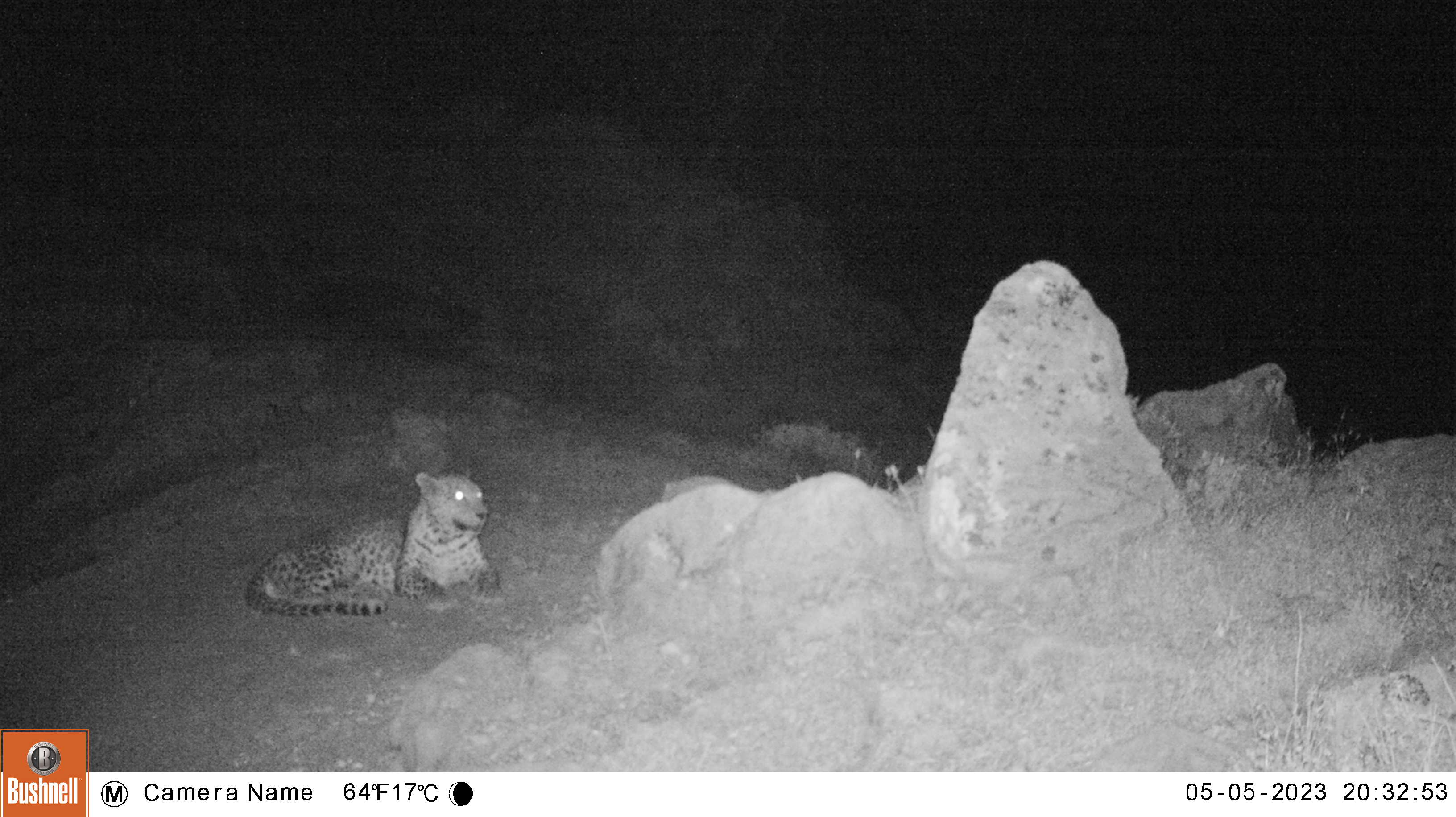
بازگشت حیوانات وحشی